# Zeitungskopf

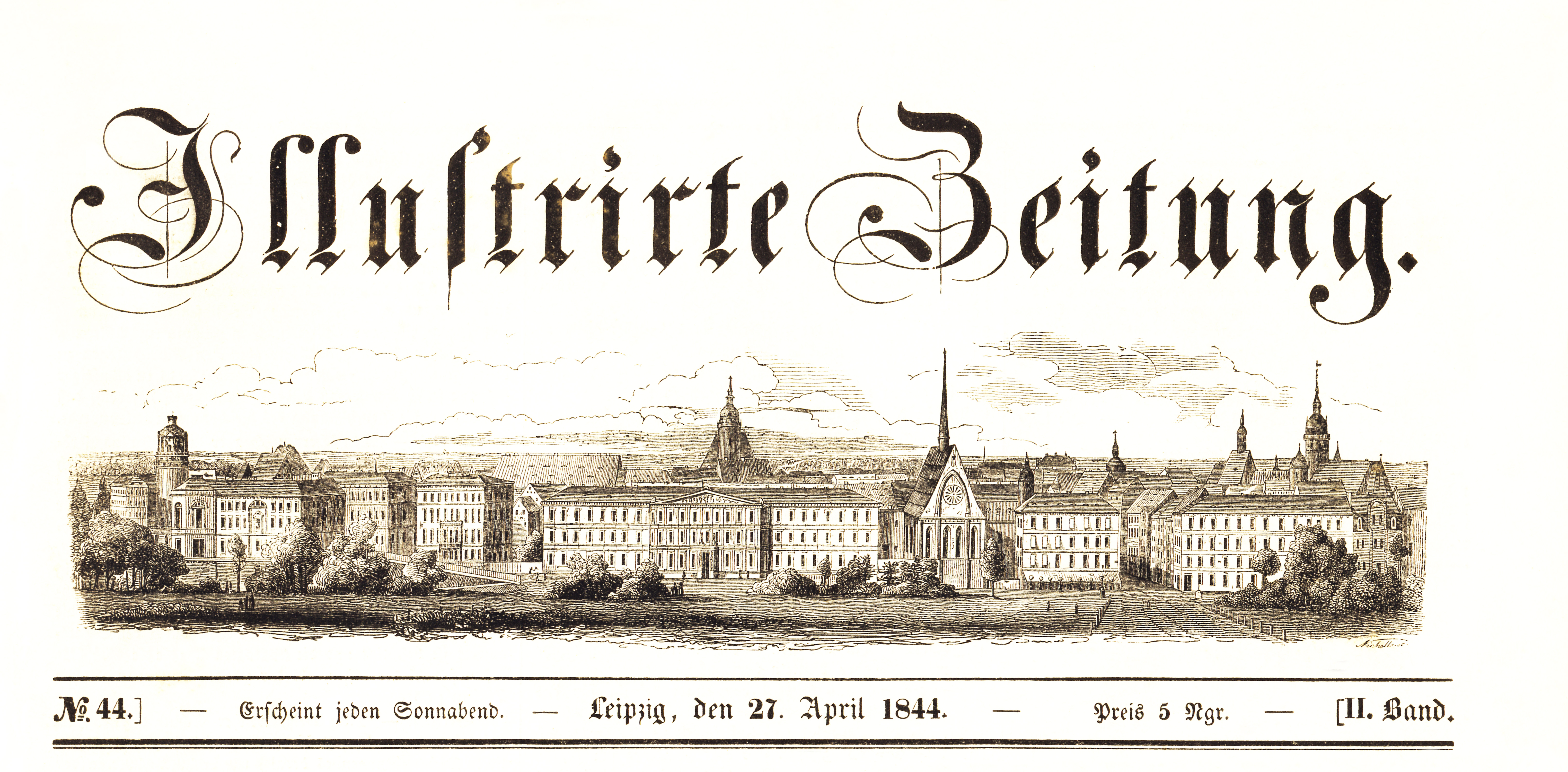
Titelkopf der Illustrirten Zeitung von 1844

Der Zeitungskopf, auch Titelkopf genannt, gilt als relativ stabiles Element der Typografie, das die Zeitung von anderen Drucksachen unterscheiden soll. Er sollte typographisch einprägsam gestaltet sein. Platziert zumeist an der Spitze der Titelseite, enthält er Angaben wie Titel, Datum, Jahrgang, Ausgabe, Herausgeber, Preis sowie das Vertriebskennzeichen der Zeitung. Dieses primäre Kennzeichen der Zeitung lässt sich bis etwa 1680 zurückverfolgen.
Bei Regionalzeitungen, die mit einer Mantelredaktion zusammenarbeiten, ist der redaktionelle Teil der Titelseiten identisch, nur der Titelkopf ist verschieden. Sie werden daher als Kopfblatt bezeichnet.
Der Zeitungskopf trägt zur Wiedererkennung der Publikation bei und ist zusammen mit der gesamten Titelseite deren Visitenkarte. Der Leser erkennt anhand des Zeitungskopfs und des Layouts der Titelseite die Publikation sofort wieder. Daher wird der Zeitungskopf nur sehr selten modifiziert. Er wurde in den letzten Jahrzehnten bei den „klassischen“ überregionalen Tageszeitungen, z. B. der FAZ, der Süddeutschen oder der Frankfurter Rundschau, nur geringfügig verändert. 
Es gibt verschiedene Arten der körperlichen Remission von Zeitungen und Zeitschriften, u. a. die Titelkopfremission, bei der nur der jeweilige Titelkopf remittiert wird. Diese Art der Remission reduziert das Papiergewicht und somit auch das Porto.
Anzeigen, die rechts oder links vom Zeitungskopf stehen, werden deswegen auch Titelkopfanzeigen genannt.